# Zawyet el'Aryan
Zawyet El Aryan  (زاویة العریان) là một thị trấn tại tỉnh Giza, nằm giữa khu Giza và Abusir. Có một nghĩa địa nằm ở phía tây thị trấn trong khu vực sa mạc cũng có cái tên tương tự. Ở gần hướng đông của sông sông nin là vùng Memphis. Tại Zawyet El Aryan, có hai kim tự tháp và năm nghĩa trang mastaba.

## Kim tự tháp

### Kim tự tháp Layer
Kim tự tháp Layer được xây dựng vào triều đại thứ ba, có thể là dưới thời trị vì của Khaba. Tên của kim tự tháp nghĩa là một bước chân lên kim tự tháp có thể từ năm đến bảy bước. Không có bọc đá nào được phát hiện cho thấy kim tự tháp chưa bao giờ được hoàn thành. Cách bố trí các phòng dưới lòng đất tương tự như kim tự tháp của Sekhemkhet. Một hành lang dẫn vào phía trong có ba mươi hai phòng bên để dành cho việc cất trữ đồ dùng an táng.

### Kim tự tháp Bắc chưa hoàn thành của Zawyet El Aryan
Kim tự tháp chưa hoàn thành này vốn thuộc về một vị vua với cái một tên khó đọc và có ít lai lịch hơn các vị vua khác. Tất cả những gì còn lại ngày nay là một khối hình vuông trong đó trung tâm của kim tự tháp sẽ được xây dựng. Một chiếc quan tài màu hồng bằng đá granite được phát hiện trong một đường hầm cắt kết cấu trên, mặc dù có thể nó có niên đại là khoảng thời gian sau đó. Sự tồn tại của những căn phòng dưới lòng đất từng bị nghi ngờ, nhưng các cuộc khai quật không thể tiến hành bởi kết cấu này hiện tại là một phần của một khu quân sự giới hạn. Mặc dù được gọi là Kim tự tháp Bắc, cấu trúc này lại ghi niên hiệu của triều đại thứ tư.